# Epomophorus
Epomophorus — рід рукокрилих, родини Криланових, що мешкають в Африці.

## Етимологія
грец. ἐπί — «на», грец. ώμος — «плече», грец. φορος — «той, що несе», «носіння».

## Морфологія
Морфометрія. Довжина голови й тіла зазвичай: 125–250 мм, хвіст рудиментарний, передпліччя: 60—100 мм, розмах крил у самців становить близько 508 мм, Вага становить близько 40–120 грамів.
Опис. Ці рукокрилі сірувато-коричневого, червонувато-коричневого. або рудувато-коричневого кольору, з білою плямою біля основи вуха у обох статей. Самці мають помітні пари плечових пучків навколо великих залозових мішків. Epomophorus мають розширювані, звисаючі губи, часто з специфічною складкою.

## Спосіб життя
Ці рукокрилі трапляються в рідколіссях і саванах. Вони лаштують сідала невеликими групами у таких місцях, як великі дупла дерев, густе листя, накопиченого коріння вздовж струмків, і під дахом відкритих сараїв. Вони часто спочивають, де є значне світло, іноді групами близько півдюжини висять на головній жилі пальмового листя зовсім не криючись. 

## Види
- Epomophorus
  - Epomophorus angolensis
  - Epomophorus anselli
  - Epomophorus crypturus
  - Epomophorus gambianus
  - Epomophorus grandis
  - Epomophorus labiatus
  - Epomophorus minimus
  - Epomophorus minor
  - Epomophorus wahlbergi